# مي القلماوي
مي القلماوي (28 أكتوبر 1986-)، هي ممثلة مصرية فلسطينية، أشتهرت بدور دينا حسن في مسلسل رامي وبدور ليلى في مسلسل فارس القمر.

## بدايتها
ولدت القلماوي في 28 أكتوبر 1986 في البحرين لأب مصري يعمل كمصرفي وأم فلسطينية-أردنية. ولديها أخ أكبر.